# Irán az 1976. évi téli olimpiai játékokon
Irán az ausztriai Innsbruckban megrendezett 1976. évi téli olimpiai játékok egyik részt vevő nemzete volt. Az országot az olimpián 1 sportágban 4 sportoló képviselte, akik érmet nem szereztek.

## Alpesisí
Férfi
| Versenyző                | Versenyszám      | 1. futam          | 1. futam          | 2. futam                       | 2. futam                       | Összesítés                     | Összesítés                     |
| Versenyző                | Versenyszám      | Idő               | Hely.             | Idő                            | Hely.                          | Idő                            | Helyezés                       |
| ------------------------ | ---------------- | ----------------- | ----------------- | ------------------------------ | ------------------------------ | ------------------------------ | ------------------------------ |
| Gorbán-Ali Kalhor        | Lesiklás         |                   |                   |                                |                                | 1:59,15                        | 55.                            |
| Gorbán-Ali Kalhor        | Óriás-műlesiklás | 2:02,30           | 69.               | 2:06,65                        | 47.                            | 4:08,95                        | 47.                            |
| Gorbán-Ali Kalhor        | Műlesiklás       | nem ért célba     | nem ért célba     | kiesett                        | kiesett                        | kiesett                        | kiesett                        |
| Mohammad Kalhor          | Lesiklás         |                   |                   |                                |                                | nem ért célba                  | nem ért célba                  |
| Mohammad Kalhor          | Óriás-műlesiklás | 1:59,95           | 61.               | nem ért célba                  | nem ért célba                  | kiesett                        | kiesett                        |
| Mohammad Kalhor          | Műlesiklás       | az idő nem ismert | az idő nem ismert | nem állt rajthoz a 2. futamban | nem állt rajthoz a 2. futamban | nem állt rajthoz a 2. futamban | nem állt rajthoz a 2. futamban |
| Akbar Kalili             | Lesiklás         |                   |                   |                                |                                | 2:00,32                        | 58.                            |
| Akbar Kalili             | Óriás-műlesiklás | 2:02,98           | 70.               | kizárták                       | kizárták                       | kizárták                       | kizárták                       |
| Akbar Kalili             | Műlesiklás       | kizárták          | kizárták          | kizárták                       | kizárták                       | kizárták                       | kizárták                       |
| Mohammad Hádi Kiásemsaki | Lesiklás         |                   |                   |                                |                                | 1:59,44                        | 56.                            |
| Mohammad Hádi Kiásemsaki | Óriás-műlesiklás | nem ért célba     | nem ért célba     | kiesett                        | kiesett                        | kiesett                        | kiesett                        |
| Mohammad Hádi Kiásemsaki | Műlesiklás       | kizárták          | kizárták          | kizárták                       | kizárták                       | kizárták                       | kizárták                       |